# Richar Sierra
Richar Nelson Sierra Alquerque (Colombia, 1983) activista, líder indígena y defensor de los derechos humanos. Es miembro de la Organización Indígena de Antioquia y Gerente Indígena, cargo perteneciente al Gobierno de Antioquia.

## Biografía
Richar Sierra nació en Cáceres, municipio de la provincia de Antioquia. Es parte del pueblo senú y parte de la guardia indígena. Es licenciado de la primera cohorte de la Pedagogía de la Madre Tierra en la Universidad de Antioquia.
Ha sido Coordinador del Programa Territorio y Medio Ambiente de la Organización Indígena de Antioquia (OIA). En diciembre de 2016 fue elegido como Consejero de Relaciones Políticas y Justicia Propia por el décimo congreso de la OIA (organización que agrupa 5 pueblos indígenas del departamento de Antioquia en Colombia, abandera las luchas del movimiento indígena por los derechos territoriales, la autonomía y el respeto de la identidad cultural).
Debido a la labor que realiza en la defensa territorial y de Derechos Humanos ha sido víctima de diversas amenazas y persecución por parte de grupos armados al margen de la ley. En 2017 con el Programa de Protección Temporal para Defensoras y Defensores de Derechos Humanos del Gobierno Vasco, puedo refugiarse en Euskadi durante algunos meses después de haber sufrido amenazas de muerte por denunciar el asesinato de una compañera en sus redes sociales. Durante su estancia participó en el congreso Proteger a quien Defiende, organizado por CEAR-Euskadi y el Colegio de Abogados de Bizkaia. Posteriormente, Gobierno Vasco realizó una visita a territorio colombiano, constatando la persecución y el riesgo para la vida de los pueblos indígenas a pesar de los Acuerdos de Paz. CEAR-Euskadi realizó un informe de la misión de seguimiento para verificar las condiciones de seguridad del defensor.
Es presidente departamental del Movimiento Alternativo Indígena y Social (Mais) y a través de la convergencia "Queremos" se presentó como candidato a diputado de la Asamblea de Antioquia para el periodo 2020 – 2023. En enero de 2020, se hizo oficial su nombramiento como Gerente Indígena, donde sigue denunciando la situación de vulneración de derechos humanos de los pueblos indígenas.